# Rick Beato
Richard Beato (24 de abril de 1962), más conocido como Rick Beato, es un músico, compositor, ingeniero de audio, productor de discos y personalidad de YouTube estadounidense que vive en Georgia. Ha escrito canciones y producido música para agrupaciones como Needtobreathe, Parmalee y Shinedown.
Beato también es CEO y cofundador de Nuryl, una empresa educativa que produce una aplicación epónima, "Baby Brain Training".

## Educación y carrera
Beato estudió en el Ithaca College, donde obtuvo una licenciatura en música. Obtuvo una maestría en estudios de jazz del Conservatorio de Música de Nueva Inglaterra en 1987.
Antes de comenzar su carrera como personalidad de YouTube, Beato estuvo en la academia y la industria de la música. Fue músico de sesión, profesor universitario, compositor, ingeniero de estudio, mezclador y productor de discos. También ha escrito libros de texto sobre teoría musical y ha producido lecciones en línea sobre el tema.

## Carrera en YouTube
Beato comenzó su carrera en YouTube después de publicar un video de su hijo, Dylan, quien puede identificar notas individuales dentro de acordes complejos después de una sola escucha. Este video de la demostración del oído absoluto de su hijo recibió 3 millones de visitas, lo que provocó que Beato decidiera convertir su fama en las redes sociales en un canal de YouTube completo. El 27 de agosto de 2019, Beato recibió el botón de reproducción dorado de YouTube cuando logró 1 millón de suscriptores. En diciembre de 2020, el canal de Beato tenía 2 millones de suscriptores.
El canal de Beato está bajo su propio nombre, aunque presenta cada video con el título "Everything Music". Una serie del canal se llama What Makes This Song Great?, en la que Beato deconstruye y discute los elementos de canciones populares. Los videos de la serie obtienen regularmente más de un millón de visitas.
En un video, Beato solicita la ayuda del guitarrista de Bon Jovi Phil X y el virtuoso guitarrista Eric Johnson para reinterpretar el solo de guitarra en la icónica «Stairway to Heaven» de Led Zeppelin. Beato y Phil X tocan el solo de guitarra en los estilos de Peter Frampton y Eddie Van Halen, respectivamente, mientras que Johnson lo toca en su propio estilo. Sobre «Stairway to Heaven», Beato también analizó en un video el porqué la canción no es un plagio de «Taurus», de Spirit, que tiene un 'riff' similar, y fue escrita tres años antes que la canción de Led Zeppelin. Esto porque Michael Skidmore realizó una denuncia en contra de los autores de «Stairway to Heaven» por plagio. Beato señala, sin embargo, que aunque haya similitudes, incluyendo la tonalidad de ambas piezas (La menor), "la coincidencia se trata de una progresión ‘cliché’". Es decir, algo que han utilizado (y lo seguirán haciendo) varios artistas a lo largo de la historia. Una progresión que, como lo afirma Beato, es propia de muchas influencias musicales.
Beato se ha pronunciado sobre el tema del uso legítimo. Varios de sus videos, incluidos los de Radiohead y Fleetwood Mac, fueron eliminados de la plataforma de YouTube debido a reclamos de derechos de autor. En julio de 2020, Beato testificó ante un Comité Judicial del Senado de los Estados Unidos sobre el tema del uso legítimo.

### Estudio
Beato es dueño del Black Dog Sound Studios en Atlanta, Georgia, y comenzó a grabar bandas allí en 1995. También fundó el sello discográfico 10 Star Records, que dirigió con su socio Johnny Diamond.

### Composiciones
La canción «Carolina», que él coescribió con Parmalee en 2013, alcanzó el número 1 en la lista Billboard Country Airplay Chart el 20 de diciembre de 2013, y llegó a un millón de copias vendidas.

### Otras contribuciones
- Broken People, de Muddy Magnolias, fue producida en parte por Beato.[22]
- Beato coprodujo el álbum de Fozzy de 2003 All That Remains. Beato coescribió el primer sencillo de ese álbum, «Enemy».

Película (banda sonora)
- Elizabethtown (2005), productor: "Same in Any Language"
- Herbie Fully Loaded (2005), productor: "More Than a Feeling"[23]
- Raising Helen (2004), escritor: "Never Be the Same"[24]